# Obora, Blansko
Obora là một làng thuộc huyện Blansko, vùng Jihomoravský, Cộng hòa Séc.